# Stefania Rocca
Stefania Rocca (Torí, Itàlia, 24 d'abril de 1971) és una actriu italiana.

## Biografia
Stefania Rocca va néixer a Torí i va marxar a estudiar cinema al Centre experimental de Cinematografia Roma i després seguir un curs a l'Actors Studio a Nova York. Es dona veritablement conèixer pel públic pel seu paper a Nirvana de Gabriele Salvatores, i al film de Donatella Maiorca, Viol@ l'any 1998. Roda a Itàlia sota la direcció de Dario Argento a Il Cartaio i també: Resurrecció (2001) posada en escena Germans Taviani, Casomai (2002) posada en escena d'Alessandro De Alatri i de Carlo Verdone, L'amore e' eterno finche dura (2004), o de Cristina Comencini a La Bête dans le cœur l'any 2005, film seleccionat a l'Oscar.
Porta també una carrera internacional actuant a films com L'enginyós senyor Ripley d'Anthony Minghella l'any 1999, Penes d'amor perdudes, de Kenneth Branagh l'any 2000, Heaven de Tom Tykwer l'any 2002 amb Cate Blanchett, Mary d'Abel Ferrara amb Juliette Binoche l'any 2005, Go Go Tales del mateix realitzador l'any 2007 i Hotel de Mike Figgis. Va rodar a França Le Candidat de Niels Arestrup l'any 2007 amb Yvan Attal, Le candidate libre de Jean Baptiste Huber amb Hippolyte Girardot, De artagnan et les trois mousquetaires de Pierre Aknine amb Emmanuelle Béart i Tchéky Karyo; i L'Envahisseur de Nicolas Provost.
També ha fet teatre amb Robert Lepage - Le Polygraphe- i amb Jérôme Savary al musical Irma la douce; Joana d'Arc amb Walter Molin Angelo i Beatrice amb Meme Perlini.
Rocca es va casar amb la seva parella de feia temps, Carlo Capasa, en una cerimònia secreta el 2013. La parella havia estat junta des de 2005.

## Filmografia
- 1994: Effetto
- 1995: Poliziotti: Valeria
- 1995: Voci notturne (mini-sèrie TV)
- 1996: Correre contro: Chiara
- 1996: I virtuali
- 1996: Effetto placebo
- 1996: Palermo Milà o solo andata
- 1996: Cronaca di un amore violato
- 1996: La misura dell'amore
- 1997: La storia di Gigi 2 (TV)
- 1997: L'amico di Wang
- 1997: Corti stellari
- 1997: Nirvana: Naima
- 1997: Nei secoli dei secoli (TV): Pia
- 1997: Inside/Out: Grace Patterson
- 1997: Solomon (TV): Hannah
- 1998: Giochi d'equilibrio: Francesca '77
- 1998: Voglio una donnaaa!: Marta
- 1998: Amiche davvero!! (TV): Claudia
- 1998: Viol@: Marta/Viola
- 1999: Senso unico
- 1999: In principio erano il mutande: Teresa
- 1999: Ombra (TV): Elena
- 1999: L'enginyós senyor Ripley: Silvana
- 1999: Jesus (Jésus) (TV): Marie de Béthanie
- 1999: In principio erano le mutande: Teresa
- 2000: Treballs d'amors perduts (Love's Labour's Lost): Jacquanetta
- 2000: Rosa e Cornelia: Rosa
- 2001: Pesades de Lodovico Gasparini: Nathalie Guillaumet
- 2001: Hotel: Sophie
- 2001: Resurrecció: Katiouka
- 2002: Heaven: Regina
- 2002: Casomai: Stefania
- 2002: Dracula (TV): Mina
- 2003: L'Afer de les cinc llunes: Fernanda Doni
- 2003: La vita come viene: Giorgia
- 2003: Prima dammi un bacio: Adele
- 2004: The Card Player: Anna Mari
- 2004: El amore è eterno finché dura: Carlotta
- 2004: Stauffenberg (TV): Margarethe v. Oven
- 2005: Aspectes of Love: Giulietta Trapani
- 2005: De Artagnan i les Trois Mousquetaires (TV): Anne d'Àustria
- 2005: Mary: Brenda Sax
- 2005: La bestia nel cuore: Emilia
- 2006: La cura del gorilla: Vera Mezza
- 2006: Mafalda de Savoia (TV): Mafalda di Savoia
- 2006: Commediasexi: Pia Roncaldi
- 2007: Le Candidat: Laura Dedieu
- 2007: Voce del verbo amore: Francesca
- 2007: Go Go Tales: Debby
- 2007: Candidat libre (TV): Susan
- 2008-2009: Tutti pazzi per amore TV: Laura Del Fiore
- 2009: Bakhita (TV): Aurora Marí
- 2010: A Woman: Natalie
- 2011: Edda Ciano e il comunista (TV): Edda Ciano
- 2011: L'Envahisseur: Agnes
- 2012: Die kleine Lady (TV): Malvina Farelli
- 2014: Eterna: Maria Marchetti